# یاسمین کورتیچ
یاسمین کورتیچ (اسلوونیایی: Jasmin Kurtić؛ زادهٔ ۱۰ ژانویهٔ ۱۹۸۹) بازیکن فوتبال اهل اسلوونی است.
از باشگاه‌هایی که در آن بازی کرده‌است می‌توان به باشگاه ورزشی یونیورسیتاتئا کرایووا، باشگاه فوتبال آتالانتا، باشگاه فوتبال تورینو، باشگاه فوتبال اسپال، باشگاه فوتبال پارما، باشگاه فوتبال پائوک، باشگاه فوتبال پالرمو، باشگاه فوتبال فیورنتینا، باشگاه فوتبال گوریتسا، باشگاه فوتبال وارزه، و باشگاه فوتبال ساسولو اشاره کرد.
وی همچنین در تیم‌های ملی فوتبال زیر ۲۱ سال اسلوونی و اسلوونی بازی کرده‌است.